# Bethel (Minnesota)
Bethel è un comune degli Stati Uniti d'America, situato nello Stato del Minnesota, nella Contea di Anoka.